# Maurice Geraghty
Pour les articles homonymes, voir Geraghty.
Maurice Geraghty, né le 29 septembre 1908 à Rushville (Indiana) et mort le 30 juin 1987 à Palm Springs en Californie, est un réalisateur, scénariste et producteur américain de cinéma.

## Filmographie
- 1935 : The Adventures of Rex and Rinty (en) de Ford Beebe et B. Reeves Eason
- 1935 : L'Empire des fantômes (The Phantom Empire)  d'Otto Brower et B. Reeves Eason
- 1935 : L'Île des rayons de la mort (The Fighting Marines) de B. Reeves Eason et Joseph Kane (co-scénariste)
- 1936 : Undersea Kingdom (en) de B. Reeves Eason et Joseph Kane
- 1936 : Zorro l'Indomptable (The Vigilantes Are Coming) de Ray Taylor et Mack V. Wright (co-scénariste)
- 1936 : Robinson Crusoe of Clipper Island (en) de Ray Taylor et Mack V. Wright
- 1937 : Hit the Saddle de Mack V. Wright (co-scénariste)
- 1937 : Westbound Limited de Ford Beebe (scénariste)
- 1938 : The Mysterious Rider de Lesley Selander (scénariste)
- 1938 : Law of the Plains (en) de Sam Nelson
- 1942 : The Falcon's Brother (en) de Stanley Logan
- 1942 : Apache Trail de Richard Thorpe (scénariste)
- 1943 : Le Faucon pris au piège (The Falcon in Danger) d'Edward Dmytryk
- 1943 : Good Morning, Judge de Jean Yarbrough
- 1944 : The Falcon Out West (en) de William Clemens
- 1944 : Intrigue à Damas (Action in Arabia) de Léonide Moguy (producteur)
- 1945 : The Falcon in San Francisco (en) de Joseph H. Lewis
- 1948 : Who Killed Doc Robbin (en) de Bernard Carr
- 1948 : Whiplash de Lewis Seiler : (scénariste)
- 1949 :Le Mustang noir (Red Canyon) de George Sherman (scénariste)
- 1949 : La Fille des prairies (Calamity Jane and Sam Bass) de George Sherman
- 1951 : The Sword of Monte Cristo (en) (réalisateur)
- 1951 : Tomahawk de George Sherman
- 1956 : L'Attaque du Fort Douglas (Mohawk) de Kurt Neumann
- 1956 :Le Cavalier du crépuscule (Love Me Tender) de Robert D. Webb (co-scénariste)